# Klarinettensonate (Saint-Saëns)
Die Klarinettensonate in Es-Dur op. 167 des französischen Komponisten Camille Saint-Saëns entstand 1921 und ist somit eines seiner letzten Werke.

## Entstehung
Die Sonate für Klarinette und Klavier in Es-Dur op. 167 (franz. Sonate pour clarinette avec accompagnement de piano) schrieb Saint-Saëns im Mai bis Juni des Jahres 1921 für Auguste Périer, den Soloklarinettisten der Opéra-Comique und Professor am Pariser Konservatorium. Sie ist zeitgleich mit der Oboensonate D-Dur op. 166 und der Fagottsonate G-Dur op.168 entstanden. Obwohl die Sonate Anfang der zwanziger Jahre entstanden ist, beinhaltet sie nahezu keine Einflüsse der modernen Musik. Die Sonate steht damit mehr in der klassischen und romantischen Tradition. Heute gehört die Sonate zum Standardrepertoire der Klarinette.

## Aufbau
Die Sonate hat vier Sätze, wobei das Thema des ersten Satzes am Ende des vierten Satzes wieder aufgegriffen wird:
1. Allegretto (12/8-Takt, Es-Dur)
2. Allegro animato (2/2-Takt, As-Dur)
3. Lento (3/2-Takt, Es-Moll)
4. Molto allegro (4/4-Takt, Es-Dur)